# 斯蓬扎宮

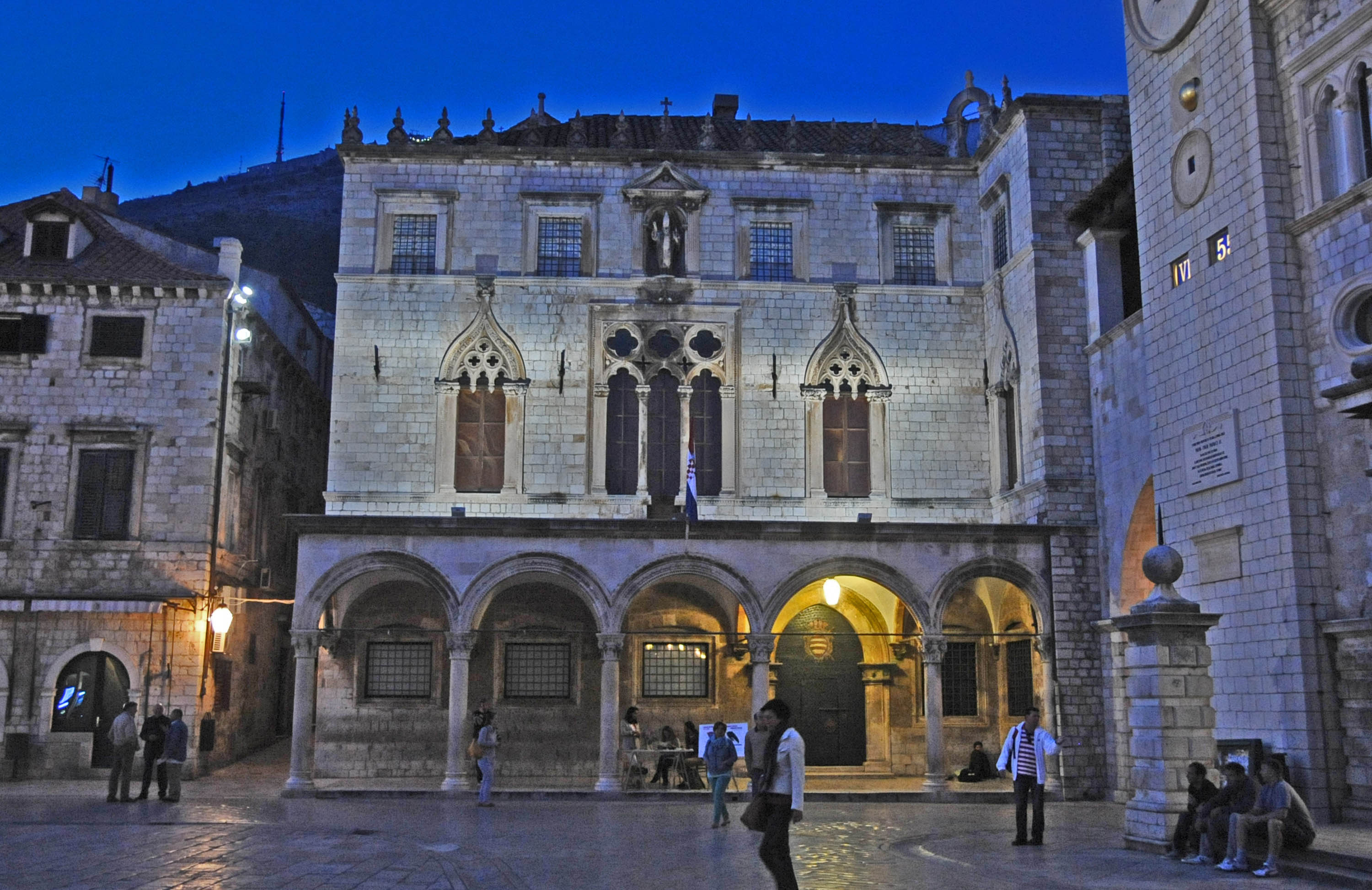

斯蓬扎宮是位於克羅埃西亞城市杜布羅夫尼克的一座修建於16世紀的宮殿建築。斯蓬扎宮前的廣場現在是杜布羅夫尼克夏季藝術節開幕式的場地。